# Москверо білогорлий
Москве́ро білогорлий (Aphanotriccus capitalis) — вид горобцеподібних птахів родини тиранових (Tyrannidae). Мешкає в Нікарагуа і Коста-Риці.

## Опис

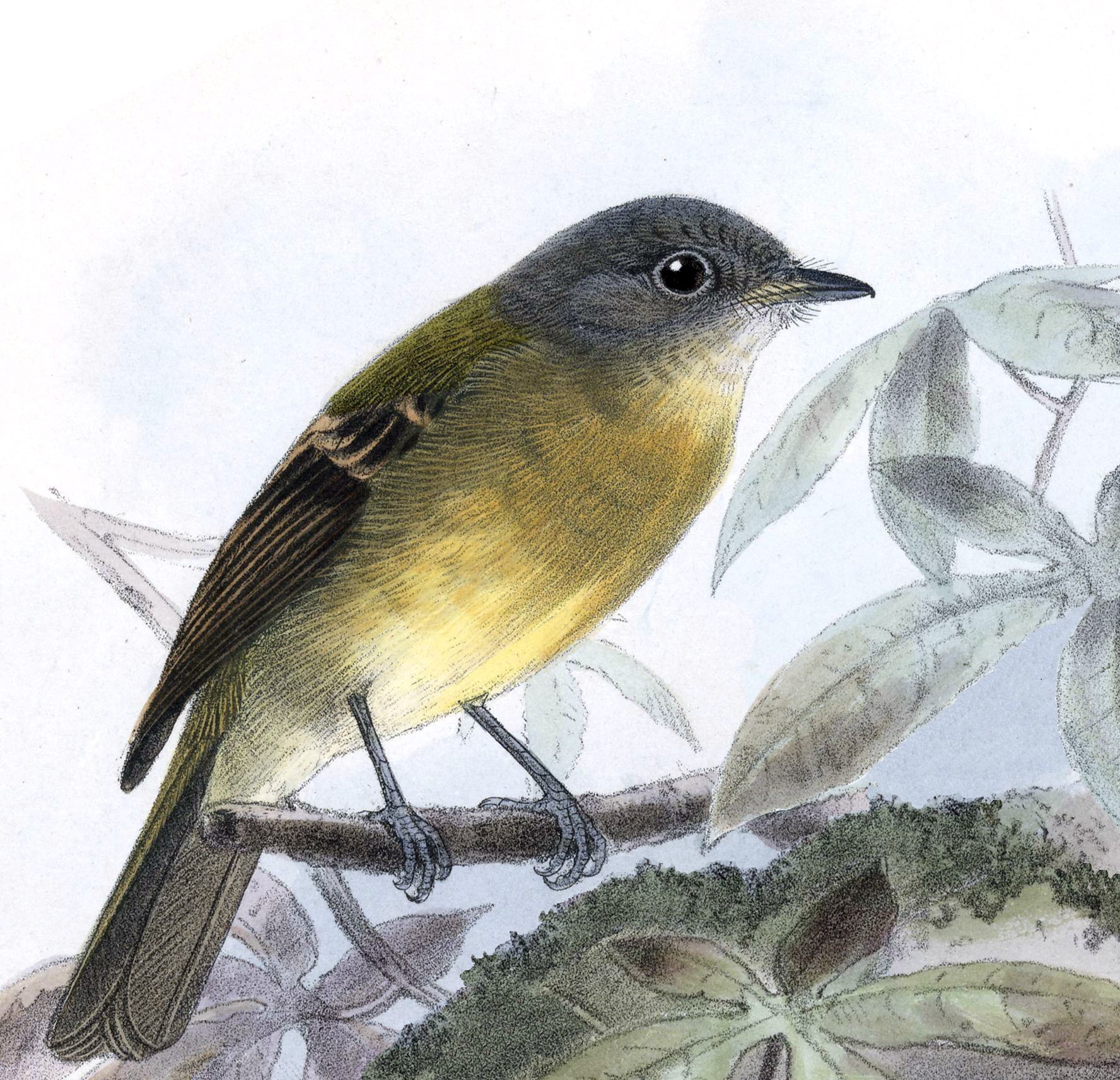
Білогорлий москверо

Довжина птаха становить 12 см, вага 2 г. Голова темно-сіра. у самиць з оливковим відтінком. Навколо очей нечіткі білі кільця, над очима нечіткі білі смуги. Верхня частина тіла оливково-зелена з охристим відтінком. Крила темні з двома охристими смужками, другорядні махові пера мають охристі края. Горло білувато-охристе. Груди охристі, живіт жовтий. Дзьоб зверху чорний, знизу рожевуватпий, на кінці чорний. лапи сірі. Голос — гучний, швидкий щебет.

## Поширення і екологія
Білогорлі москверо мешкають на східних схилах гір на півдні Нікарагуа та на півночі Коста-Рики. В Нікарагуа птахи спостерігалися поблизу озера Нікарагуа та поблизу річки Сан-Хуан. В Коста-Риці білогорлі москверо поширені від вулкана Оросі в горах Кордильєра-де-Гуанакасте до річки Ревентасон, в долинах між гірськими хребтами Кордильєра-Сентраль і Кордильєра-де-Таламанка. Білогорлі москверо живуть в густому підліску вологих рівнинних тропічних лісів, на узліссях і галявинах, в заростях на берегах річок і струмків, на плантаціях какао. Зустрічаються поодинці або парами, на висоті до 900 м над рівнем моря, місцями на висоті до 1100 м над рівнем моря. Живляться комахами, зокрема жуками і мурахами, яких шукають серед листя. Гніздяться в дуплах дерев або бамбуків, на висоті до 6 м над землею. в кладці 2 яйця, інкубаційний період триває 15-16 днів.

## Збереження
МСОП класифікує цей вид як вразливий. За оцінками дослідників, популяція білогорлих москверо становить від 10 до 20 тисяч птахів. Їм загрожує знищення природного середовища.